# Diamantmuseum (Amsterdam)
Het Diamant Museum Amsterdam is een museum in de Nederlandse hoofdstad Amsterdam.
Het museum geeft inzicht in het delven en slijpen en verwerken van diamanten, daarbij gaat de geschiedenis terug tot 1586.
Verder zijn er diverse (replica's van) beroemde diamanten en bevindt de kleinste diamant ter wereld zich in het museum, een steentje met 57 facetten, wegende 0,0000743 karaat.
Het museum is lid van de museumvereniging en is aangesloten bij het OAM. Het museum is geopend in 2007 en is een initiatief van de Nederlandse diamantslijperij Coster Diamonds, dat gevestigd is op Paulus Potterstraat 2.